# Сакре, Эмиль
Эмиль Сакре (фр. Émile Sacré; 16 мая 1861, Лилль — 4 сентября 1933, Руан) — французский яхтсмен, чемпион летних Олимпийских игр 1900.
На Играх вместе с двумя другими членами экипажа, фамилии которых олимпийская история не сохранила, на яхте Fantlet участвовал в двух гонках для яхт водоизмещением до 0,5 тонн. В одной из них экипаж Сакре занял первое место. В другой гонке экипаж Сакре не финишировал.
Также экипаж Сакре на данной Олимпиаде принял участие в гонках в открытом классе, где яхта Fantlet заняла 4-е место.